# 哈费区
哈费区（阿拉伯语：‎）為敘利亞拉塔基亞省的區，位在敘利亞北部。哈费為該區的首府。2004年的人口普查中該區人口為81,213人。
哈费区坐落在敘利亞海岸山脈間、省府拉塔基亞東方。因當地農民販售自產的蘋果及其他產物，使該區成為敘利亞重要的交易中心。哈费区在歷史上顯著重要，因該區為十字軍東征時期主要戰略點之一。由聯合國教科文組織認定為世界遺產的薩拉丁堡則位在此區。
夏季由於氣候溫和，加上擁有地中海冷杉林，使得該區成為敘利亞熱門旅遊景點之一。許多山區度假村都坐落於此區，度假村主要集中在斯林费鎮。

## 分區
哈费区共分成5个县（Nawāḥī）（2004年數據）：
| PCode    | 名稱       | 阿拉伯語         | 面積 （km²） | 人口   | 首府     |
| -------- | ---------- | ---------------- | ------------ | ------ | -------- |
| SY060300 | 哈费县     | ناحية الحفة      | 115.10       | 23,347 | 哈费     |
| SY060301 | 斯林费县   | ناحية صلنفة      | 140.18       | 19,518 | 斯林费   |
| SY060302 | 艾因提奈县 | ناحية عين التينة | 54.09        | 6,825  | 艾因提奈 |
| SY060303 | 肯西巴县   | ناحية كنسبا      | 169.41       | 17,615 | 肯西巴   |
| SY060304 | 穆宰里阿县 | ناحية مزيرعة     | 91.03        | 13,908 | 穆宰里阿 |